# لوک ویلسون
لوک کانینگهام ویلسن (به انگلیسی: Luke Cunningham Wilson) (زاده ۲۱ سپتامبر ۱۹۷۱) بازیگر آمریکایی است. او همچنین برادر کوچکتر اندرو ویلسون است. از جمله فیلمهایی که او در آن بازی کرده می‌توان به اتاق خالی و استارگرل اشاره کرد

## فیلم‌شناسی
فهرست فیلم‌هایی که لوک ویلسون در آنها به ایفای نقش پرداخته‌است:
- لگالی بلاند
- لگالی بلاند ۲
- مهمان‌پذیر
- ۳:۱۰ به یوما
- گوینده
- فرشتگان چارلی
- فرشتگان چارلی ۲
- خانواده اشرافی تننبام
- ضربه مغزی
- دور دنیا در ۸۰ روز
- تیغ شهرت
- استاد دائمی
- برق‌آسا
- داستان وندل بیکر
- الکس و اما
- منور
- رودیز
- قانون‌شکنان و فرشتگان
- همه چیزی که داشتیم
- ۶ کله‌پوک
- هوت
- دوست‌دختر خارق‌العاده سابق من
- مرگ در مراسم خاکسپاری
- متعهد
- پارک سگ
- بهترین مردان
- سیب‌زمینی سرخ‌شده خانگی
- پرش سگ من
- وابسته به تو
- اولین بار مینی
- تو منو کشتی
- بلندپروازی بلوند
- هنری پول اینجاست
- مردان متوسط
- شاگرد اول
- چمن‌زار
- دوقلوهای اسکلت
- سواری
- بازی آرام نقش
- النور عزیز
- خانواده استون
- ایدیوکراسی
- راک داگ
- همه مکان‌های روشن
- اتاق خالی ۲
- دختری که بوسیدن را اختراع کرد
- فیل
- دروغ‌گفتن در آمریکا